# Dominik Reinhardt
Dominik Reinhardt (nascut el 19 de desembre de 1984 en Leverkusen) és un futbolista alemany que actualment juga com a defensa a l'FC Augsburg.